# Constitution mexicaine de 1917
Lire en ligne

Consulter

La Constitution politique des États-Unis mexicains de 1917 (en espagnol : Constitución Política de los Estados Unidos Mexicanos de 1917). Le Mexique a eu plusieurs constitutions. La première date de 1824, la seconde de 1843, la troisième de 1857 et la dernière de 1917. Cette dernière version a été promulguée à la suite du congrès de Querétaro le 5 février 1917 et modifiée plusieurs fois par la suite.

## Histoire

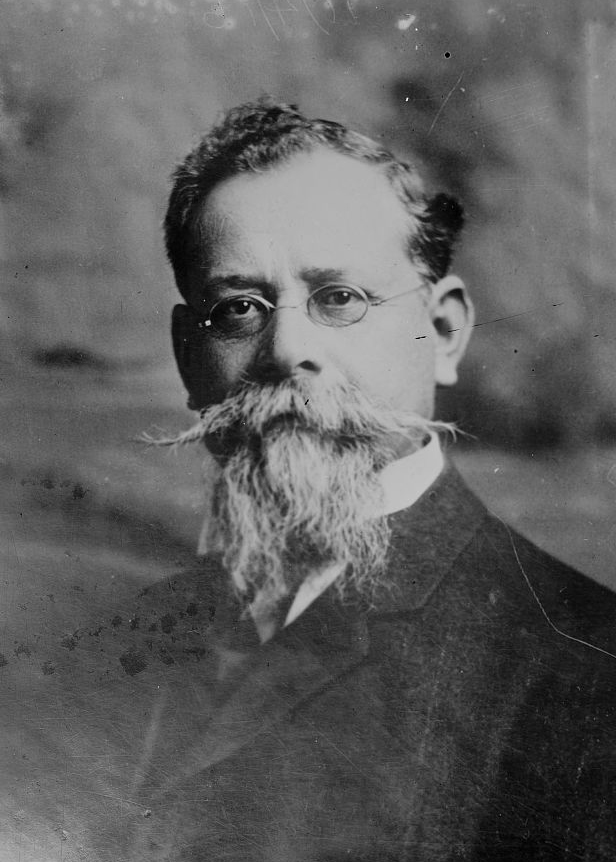
Venustiano Carranza, promoteur de la Constitution de 1917.

La Constitution mexicaine de 1917 établit un État fédéral où les régions sont définies comme « États libres et souverains dans son régime interne » et conservent tous les pouvoirs non expressément accordés à la fédération (ce qui est connu comme souveraineté résiduelle). Toutefois, dans le cas des pouvoirs concurrents, l'esprit et la lettre de la Constitution mexicaine attribuent la priorité à l'État fédéral. La Constitution défend expressément aux régions d'acquérir des crédits internationaux, ainsi que de conclure des ententes avec des puissances étrangères (comprises normalement comme d'autres États). D'après l'interprétation traditionnelle de la Constitution, toutes les relations internationales appartiennent aux domaines exclusifs de l'État fédéral. La réforme constitutionnelle de 1988 renforça cette position, en substituant, dans la liste des pouvoirs du président fédéral, le terme « négociations diplomatiques » pour « politique extérieure ».
En plus, un nombre important d'autres pouvoirs, la plupart susceptibles de projection extérieure est réservé à l'État. Déjà en 1917, ceux-ci comprenaient la régulation du commerce (des secteurs minier et bancaire). Des réformes constitutionnelles postérieures y inclurent le contrôle du commerce extérieur, la planification du développement, le contrôle des secteurs économiques stratégiques et l'attraction et la régulation des investissements étrangers. Même si les régions conservèrent le droit au partage des bénéfices fiscaux produits par ces derniers domaines, leurs direction et régulation directes leur échappèrent. La clause de prévalence de la législation fédérale qui oblige les gouverneurs régionaux à publier et à veiller à l'application des lois fédérales et la jurisprudence de la Cour suprême de justice confirmèrent l'excercice des pouvoirs fédéraux exclusifs dans ces domaines.
Ces pouvoirs fédéraux peuvent, en outre, s'étendre énormément. D'après un alinéa de l'article 73 de la Constitution mexicaine, le Congrès fédéral est autorisé à employer tous les moyens nécessaires pour utiliser ses pouvoirs. Ce pouvoir implicite qui traditionnellement rend exclusif à l'État fédéral les domaines sur lesquels il exerce une juridiction a limité et peut encore réduire les moyens dont disposent les régions pour développer leur activité internationale. Celles-ci ont généralement accepté ces principes et cette interprétation. La Constitution régionale du San Luis Potosí, pour sa part, reconnaît dans son titre dédié aux principes constitutionnels la primauté de la Constitution fédérale. En plus, nombre de ses dispositions font référence aux préceptes fédéraux. Finalement, la Constitution régionale ne fait aucune mention de l'activité internationale appartiennent aux domaines exclusifs de l'État fédéral. La réforme constitutionnelle de 1988 renforça cette position, en substituant, dans la liste des pouvoirs du président fédéral, le terme « négociations diplomatiques » pour « politique extérieure ».
En plus, un nombre important d'autres pouvoirs la plupart susceptibles de projection extérieure est réservé à l'État. Déjà en 1917, ceux-ci comprenaient la régulation du commerce (des secteurs minier et bancaire). Des réformes constitutionnelles postérieures y inclurent le contrôle du commerce extérieur, la planification du développement, le contrôle des secteurs économiques stratégiques et l'attraction et la régulation des investissements étrangers.

### Structure de la Constitution
La Constitution reflète les différentes tendances qui se sont exprimées avant et pendant la révolution de 1911 : anticléricalisme, agrarisme, sensibilité sociale, nationalisme. Elle annonce une réforme agraire et des lois sociales (journée de huit heures, droit d'association en syndicats, droit de grève, salaire minimum, limitation du travail de femmes et des enfants).
Comme dans la précédente constitution, celle de 1857, il n'est accordé aucun pouvoir à l'Église : maintien du contrôle de l'état civil par l'État, réaffirmation de la laïcité des institutions, nationalisation des lieux de culte, interdiction faite aux membres du clergé de se présenter aux élections, de s'exprimer politiquement, d'hériter ou de transmettre un héritage (article 130).
- Elle réaffirme la laïcité de la Nation et est libérale, elle comporte des mesures relatives au travail et à la protection sociale, très modernes pour l'époque.
- Elle prévoit également des réformes destinées à restreindre la possession des mines et des terres par les étrangers.
- La non-réélection du président est inscrite dans la Constitution.

## Influences
Cette constitution mexicaine de 1917 a été traduite dans treize langues indigènes du Mexique : tzeltal, tzotzil, chol, otomí, mazahua, matlatzinca, purépecha, huastèque, nahuatl, totonaque, tepehua et maya.

## Sources

### Biographie
- F. Tena Ramírez, op. cit., pp. 112 ss. Pour appuyer sa thèse, Tena Ramïrez cite Le Fédéraliste, d'Alexander Hamilton et James Madison, numéros xm et xiv. Voir aussi Ignacio Burgoa Orihuela, Derecho constitucional mexicano, Mexico, Porrua, 1997 (11e édition), p. 794.
- Manuel Gonzalez Oropeza, « Articulo 89 », in Derechos del pueblo mexicano. Mexico a través de sus constituciones, Mexico, H. Câmara de Diputados - Miguel Ângel Porrua, 1994 - dorénavant Derechos del pueblo mexicano... - (vol. 9), pp. 551 ss.
- Maria del Pilar Hernández Martinez, « Article 73 », in Derechos del pueblo mexicano... (vol. 8), pp. 9-656.
- Article 120 de la Constitution mexicaine.
- Voir les commentaires aux articles 73, 117, 120 et 124 de la Constitution mexicaine in Derechos del pueblo mexicano..., volumes 8, 11 et 12. El federalismo mexicano..., op. cit., pp. 109 ss.
- Titre second, «De los principios constitucionales», Constitution polîtica del estado libre y soberano de San Luis Potosi (dorénavant Constitution régionale) - texte en vigueur en 1996.
- Articles 57, 80 et 114 de la Constitution régionale.
- Semanario Judicial de la Fédération, 5a época, tomo m, p. 639 ; cité dans le commentaire à l'article 117 de la Constitution mexicaine in Derechos del pueblo mexicano..., vol. 11, p. 536.
- Lorenzo Meyer, El conflicto social y los gobiernos del maximato, Mexico, El Colegio de Mexico, 1978 (Historia de la Révolucion mexicana, vol. 13), pp. 253-319.
- Romana Falcón, Révolution y caciquismo. San Luis Potosi, 1910-1938, Mexico, El Colegio de Mexico, 1984, pp. 223 ss.
- F. Tena Ramírez, op. cit., pp. 112 ss. Pour appuyer sa thèse, Tena Ramïrez cite Le Fédéraliste, d'Alexander Hamilton et James Madison, numéros xm et xiv. Voir aussi Ignacio Burgoa Orihuela, Derecho constitucional mexicano, Mexico, Porrua, 1997 (11e édition), p. 794.
- Manuel Gonzalez Oropeza, « Articulo 89 », in Derechos del pueblo mexicano. Mexico a través de sus constituciones, Mexico, H. Câmara de Diputados - Miguel Ângel Porrua, 1994 - dorénavant Derechos del pueblo mexicano... - (vol. 9), pp. 551 ss.
- Maria del Pilar Hernández Martinez, « Article 73 », in Derechos del pueblo mexicano... (vol. 8), pp. 9-656.
- Article 120 de la Constitution mexicaine.
- Voir les commentaires aux articles 73, 117, 120 et 124 de la Constitution mexicaine in Derechos del pueblo mexicano..., volumes 8, 11 et 12.
- Titre second, «De los principios constitucionales», Constitution polîtica del estado libre y soberano de San Luis Potosi (dorénavant Constitution régionale) - texte en vigueur en 1996.
- Ibid., pp. 26 ss. Voir aussi Renaud Dehousse, «Fédéralisme, asymétrie et interdépendance: Aux origines de l'action internationale des composantes de l'État fédéral », Études internationales, volume 20, n° 2, 1989, p. 309.
- Articles 40 et 120 de la Constituciôn politica de los Estados Unidos Mexicanos (dorénavant cité comme la Constitution mexicaine) - texte en vigueur en 1994.
- El federalismo mexicano. Elementos para su estudioy anâlisis, Mexico, Senado de la Repûblica, 1998, pp. 101 ss.
- Article 117, alinéas i et vu, de la Constitution mexicaine.